# へらへら餅
へらへら餅（へらへらもち）とは、静岡県賀茂郡東伊豆町の熱川温泉などで食べられている郷土料理の餅である。

## 概要
「へらへら餅」というユニークな名前がついた理由とされるのは、あくまで一説だが、伊豆から江戸に江戸城を築城するための石が運ばれていたころに、ある名主の家で殿様が当時家庭料理で、名前さえついていなかったへらへら餅を食したところ、大変喜んだことから「へらへら餅」と名づけられたとされる。
農家などでは今でも食べられ、へらへら餅がメニューにある店もある。
へらへら餅は、水餃子のような形の餅で、小麦粉のほか、自然薯などを練ったものを数時間～一晩寝かせてからヘラにとって湯に落として作る。たれは家庭や店舗によって味や製法が異なるが基本は醤油と砂糖に味噌やすりごまを加えたものである。
同種の菓子として神奈川県横須賀市西部の佐島地区には、団子に餡をからめた「へらへら団子」と呼ばれる菓子がある。